# Derzsi Anita
Derzsi Anita (Budapest, 1978. augusztus 20. – 2017. október 11.) magyar óvónő, színésznő, pornószínésznő és modell. Művészneve Tera Bond.

## Családja
Édesapja Derzsi Bálint Ferenc, a Diktátor frontembere.

## Életútja
A debreceni Ady Endre Gimnáziumban érettségizett. A hajdúböszörményi óvónőképző elvégzését követően a Gór Nagy Mária Színitanodájában szerzett színészi végzettséget.
A Ruttkai Éva Színházban 2007-ben megrendezésre került Erotica a Westenden című darabban főszerepet kapott.
2017-ben hunyt el rákban, amivel 7 éven át küzdött. Édesapja, a Diktátor frontebere a Játssz tovább! című dalukkal búcsúzott Anitától.

## Díjai, elismerései
Díjak
- Magyar Pornó Oszkár Díj – 2007. Legjobb pornószínésznője[8]
- Magyar Pornó Oszkár Díj – 2011. Életmű díjasa[9]

Jelölések
| Év   | Díj         | Eredmény | Kategória                                   | Munka   |
| ---- | ----------- | -------- | ------------------------------------------- | ------- |
| 2007 | FICEB-díjak | Jelölés  | Ninfa-díj: Actriz de reparto                | X-Girls |
| 2008 | AVN-díj     | Jelölés  | A legjobb szexjelenet külföldi produkcióban | Flash   |